# 王延羲
闽景宗王延羲（？—944年4月8日），继位後改名王曦，五代十国時期閩國第五任君主，王審知之子，王延翰、王延鈞之弟，王延政之兄，王繼鵬之叔。

## 生平
王延羲於王繼鵬在位時任左僕射、同平章事，因王繼鵬猜忌宗室，遂裝瘋賣傻，因此被軟禁自宅。閩國通文四年闰七月十二·辛巳（939年8月29日），拱宸軍使朱文進和控鶴軍使連重遇反，迎王延羲進宮，並殺王繼鵬。次日、闰七月十三·壬午（939年8月30日），王延羲自稱威武军節度使、閩國王，改名王曦，改元永隆，稱臣於後晉，但在國內官制就如同皇帝一樣。永隆二年十一月廿三·甲申（940年12月24日），后晋任命王延羲为威武军节度使兼中书令，封闽国王。
然而王延羲繼位後，驕傲奢侈，荒淫無度，猜忌宗族，比王繼鵬有過之而無不及，其弟建州刺史王延政多有規勸，王延羲反而回信怒罵，又派人探聽王延政的隱私，二人因此結怨。永隆二年（940年）王延羲攻建州，開啟了閩國內戰，二人於數年爭戰中互有勝負。永隆三年（941年）七月，王延羲自稱大闽皇、威武军節度使。十月，改称大闽皇帝，加尊号睿明文廣武聖光德隆道大孝皇帝。永隆五年（943年）二月，其弟王延政据建州称帝，国号殷，闽国分裂。
由於王延羲個性一向暴虐，而朱文進、連重遇自從殺了王繼鵬後，就一直擔心為人所害，二人因此認為王延羲有加害之意，永隆六年三月十三·乙酉（944年4月8日），連、朱二人先下手為強，王延羲被刺殺。王延羲死後被諡為睿文廣武明聖元德隆道大孝皇帝，廟號景宗。

## 后妃
- 李皇后
- 尚贤妃[3]

## 子女
1. 王亞澄
2. 王繼倓
3. 多位公主

永隆年间，崇妙保圣坚牢塔题记上有福清公主王氏二十六娘、节度副使王继潜、宫苑副使王继源、顺昌公主王氏二十七娘、建安公主王氏二十八娘、同安公主王氏二十九娘，不清楚与王延羲的确切关系。